# Muslimanska četvrt
Muslimanska četvrt (arap. حَـارَة الـمُـسْـلِـمِـيْـن Ḥāraṫ al-Muslimīn; hebr. הרובע המוסלמי Ha-Rovah ha-Muslemi) je jedna od četiri zidinama utvrđene četvrti Starog grada Jeruzalema. Zauzima površinu od oko 31 hektara sjeveroistočnog dijela Starog grada. Četvrt je najveća i najgušće naseljena, protežući se od Lavljih vrata na istoku, preko sjevernog zida Brda hrama na jugu, sve do Damaščanskih vrata—Zida plača na zapadu. Via Dolorosa započinje u ovoj četvrti. Oko 22 tisuće stanovnika živi u ovoj četvrti.

## Povijest
Stanovništvo Muslimanske četvrti bilo je miješano i u njemu su živjeli Židovi, muslimani i kršćani do palestinskih nemira 1929. Računa se da danas živi oko 60 židovskih obitelji u četvrti.
Izraelska vlada je 2007. započela s razvojnim planom Cvjetnih vrata, prvog židovskog naseljavanja Muslimanske četvrti od 1967. U to se ubraja 20 stanova i sinagoga.

## Obilježja
Židovska obilježja uključuju Kotel Katan ili Mali Zapadni zid kao i Tunel Zapadnog zida koji se nalazi neposredno ispod Zida plača. Veliki je broj rimskih i križarskih ostataka u četvrti. Prvih sedam postaja Križnog puta na Via Dolorosi su locirani ovdje.